# 約瑟普·托梅
約瑟普·托梅（1985年6月21日—），愛沙尼亞籃球運動員，現在效力於VTB籃球聯賽球隊Tartu Ülikool/Rock。他也代表愛沙尼亞國家籃球隊參賽。

## 外部連結
- 约瑟普·托梅在fiba.basketball（英语）
- 约瑟普·托梅在archive.fiba.com（存檔）（英语）
- 约瑟普·托梅在Basketball-Reference.com（國際）（英语）
- 约瑟普·托梅在Eurobasket.com（球員）（英语）
- 约瑟普·托梅在Proballers（英语）
- 约瑟普·托梅在RealGM（英语）
- 约瑟普·托梅在Eurobasket.com（教練）（英语）